# Kvalpyntfonna
De Kvalpyntfonna is een vergletsjerd gebied op het eiland Edgeøya, dat deel uitmaakt van de Noorse eilandengroep Spitsbergen.
Kvalpyntfonna betekent letterlijk vertaald Walvispuntgletsjer.

## Geografie
De gletsjer ligt ten noordoosten van het meest zuidwestelijke puntje van het eiland op een schiereiland. Hij ligt in een bergachtig gebied waarvan de top met 549 meter boven zeeniveau het hoogste punt vormt van het eiland. Naar het noordwesten ligt het fjord Storfjorden en naar het zuidoosten het fjord Tjuvfjorden.
Vanuit de gletsjer gaan er twee gletsjers richting zee: de Sydowbreen richting het noordwesten en de Skrentbreen richting het zuidoosten.
Verder naar het noordoosten ligt de gletsjer Digerfonna en naar het oosten de gletsjer Kuhrbreen.